# Lets voetbalkampioenschap 1951
In 1951 werd het 8e voetbalseizoen gespeeld van de Letse SSR, voorheen was Letland onafhankelijk en speelden de clubs in de  Virslīga. 
Sarkanais Metalurgs werd voor vierde keer kampioen. 

## Stand
| Pos | Team                | Wed | W | G | V | Ptn | DV | DT | +/− |
| --- | ------------------- | --- | - | - | - | --- | -- | -- | --- |
| 1   | Sarkanais Metalurgs | 5   | 4 | 1 | 0 | 9   | 16 | 2  | +14 |
| 2   | AVN                 | 5   | 4 | 1 | 0 | 9   | 8  | 3  | +5  |
| 3   | Vulkans             | 5   | 2 | 0 | 3 | 4   | 2  | 8  | −6  |
| 4   | VEF                 | 5   | 2 | 0 | 3 | 4   | 8  | 9  | −1  |
| 5   | FC Daugava Riga     | 5   | 1 | 1 | 3 | 3   | 3  | 11 | −8  |
| 6   | PAK Chernishov      | 5   | 0 | 1 | 4 | 1   | 1  | 5  | −4  |

## Kampioen
| Virslīga 1951                           |
| Letland                                 |
| --------------------------------------- |
| Sarkanais Metalurgs Kampioen (4° titel) |